# مالیات کربن

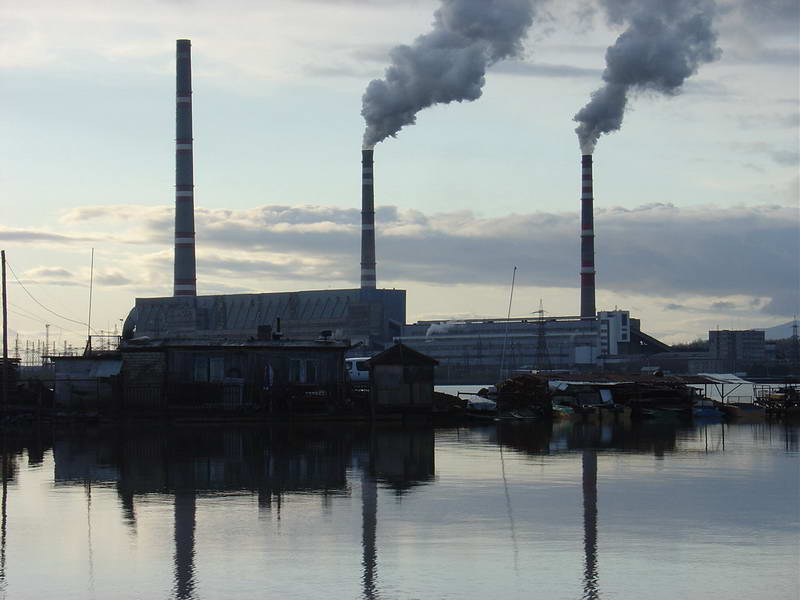
یک نیروگاه زغال سنگ در لوچگورسک روسیه. مالیات کربن بر منتشر شده از نیروگاه مالیات می‌دهد.

مالیات کربن مالیاتی است که بر انتشار کربن مورد نیاز برای تولید کالاها و خدمات اخذ می‌شود. مالیات‌های کربن برای قابل مشاهده کردن هزینه‌های اجتماعی «پنهان» انتشار کربن است، که در غیر این صورت فقط به روش‌های غیرمستقیم مانند رویدادهای آب و هوایی شدیدتر احساس می‌شود. به این ترتیب، آنها برای کاهش دی‌اکسید کربن (CO 2) انتشار گازهای گلخانه‌ای با افزایش قیمت سوخت‌های فسیلی که هنگام سوزاندن آنها را منتشر می‌کنند. این امر هم تقاضا برای چنین کالاها و خدماتی را که تولید گازهای گلخانه‌ای بالایی دارند کاهش می‌دهد و هم انگیزه ای برای تلاش برای کاهش مصرف کربن در آنها ایجاد می‌کند. در ساده‌ترین شکل آن، مالیات کربن تنها انتشار CO2 را پوشش می‌دهد. با این حال، آنها همچنین می‌توانند سایر گازهای گلخانه‌ای مانند متان یا اکسید نیتروژن را با مالیات بر انتشار گازهای گلخانه‌ای بر اساس پتانسیل گرمایش جهانی معادل CO2 پوشش دهند. هنگامی که یک سوخت هیدروکربنی مانند زغال سنگ، نفت یا گاز طبیعی می‌سوزد، بیشتر یا تمام کربن آن به CO تبدیل می‌شود. ۲. انتشار گازهای گلخانه ای باعث تغییرات آب و هوایی می‌شود که به محیط زیست و سلامت انسان آسیب می‌رساند.
تحقیقات نشان می‌دهد که مالیات کربن به‌طور مؤثری انتشار گازهای گلخانه‌ای را کاهش می‌دهد. بسیاری از اقتصاددانان استدلال می‌کنند که مالیات کربن کارآمدترین (کمترین هزینه) راه برای مقابله با تغییرات آب و هوایی است. هفتاد و هفت کشور و بیش از ۱۰۰ شهر متعهد شده‌اند تا سال ۲۰۵۰ به انتشار خالص صفر برسند. از سال ۲۰۱۹، مالیات کربن در ۲۵ کشور اجرا شده یا برنامه‌ریزی شده‌است،
به خودی خود، مالیات کربن معمولاً مضر است، زیرا خانوارهای کم درآمد تمایل دارند نسبت بیشتری از درآمد خود را صرف کالاها و خدمات سنگین آلاینده مانند حمل و نقل کنند تا خانوارهای با درآمد بالاتر. برای اینکه آنها را مترقی تر کنند، سیاست گذاران می‌توانند با کاهش مالیات بر درآمد یا ارائه تخفیف، درآمد حاصل از مالیات کربن را بین گروه‌های کم درآمد توزیع کنند، سپس به عنوان بخشی از سیاست تغییر آب و هوا، ابتکار سیاست کلی را می‌توان به عنوان کربن نام برد. کارمزد و سود سهام، به جای مالیات.
دی‌اکسید کربن یکی از چندین گازهای گلخانه‌ای به دام افتاده‌است (سایر موارد عبارتند از متان به عنوان یک نتیجه از فعالیت‌های انسانی ساطع می‌شود. این اجماع علمی این است که انتشار گازهای گلخانه‌ایناشی از انسان اولیه است علت گرم شدن کره زمین، و اینکه دی‌اکسید کربن مهمترین گازهای گلخانه ای انسان زا است.
Economists like to argue, about climate change as much as anything else. … But on the biggest issue of all, they nod in agreement, whatever their political persuasion. The best way to tackle climate change, they insist, is through a global carbon tax.— The Economist، 28 November 2015
مالیات کربن نوعی مالیات بر آلودگی است
در تئوری اقتصادی، آلودگی به عنوان یک اثر خارجی منفی در نظر گرفته می‌شود، یک اثر منفی بر شخص ثالثی که مستقیماً در معامله دخالت ندارد و نوعی شکست بازار است.
تغییرات درگیر حاشیه‌ای هستند و اندازه عوامل خارجی آنقدر کوچک فرض می‌شود که اقتصاد را مخدوش نکند. ادعا می‌شود که تغییرات آب و هوایی منجر به تغییرات فاجعه آمیز می‌شود.

### نشت کربن
نشت کربن زمانی رخ که مقررات انتشار گازهای گلخانه‌ای در یک کشور/بخش، این انتشارات را به مکان‌های دیگری که مقررات کمتری دارند، سوق دهد.
بر اساس یک مطالعه، تأثیرات نشت کوتاه مدت باید در مقابل اثرات بلند مدت قضاوت شود. : 28 به عنوان مثال، سیاستی که مالیات کربن را فقط در کشورهای توسعه یافته تعیین می‌کند، ممکن است باعث انتشار گازهای گلخانه‌ای به کشورهای در حال افزایش باشد. این می‌تواند به کشورهای در حال توسعه اجازه دهد تا نفت یا گاز را جایگزین زغال سنگ کنند و انتشار گازهای گلخانه‌ای را کاهش دهند.

### تعدیل مرزها، تعرفه‌ها و ممنوعیت‌ها
: 5 تعدیل مالیات بر مرزها، تعرفه‌ها و ممنوع شدن‌های تجاری برای تشویق کشورها به وضع مالیات بر کربن پیشنهاد شده‌است.
تعدیل‌های مالیاتی مرزی انتشار گازهای گلخانه‌ای قابل انتساب به واردات از کشورهای بدون قیمت کربن را جبران می‌کند.

### انواع دیگر مالیات
دو مالیات مرتبط، مالیات بر انتشار و مالیات بر انرژی هستند. مالیات بر انتشار گازهای گلخانه‌ای، انتشار دهنده‌های منفرد را ملزم می‌کند که برای هر تن گاز گلخانه‌ای، هزینه، هزینه یا مالیات بپردازند،
مالیات کربن کاهش مصرف سوخت را تشویق می‌کند، اما کاهش انتشار گازهای گلخانه‌ای مانند جذب و ذخیره کربن را تشویق نمی‌کند.
.

## سایر استراتژی‌های کاهش

### کارپولینگ
مالیات بر سوخت و مالیات کربن، همکاری خودروها را تشویق می‌کند. کارپول به کاهش زمان رفت و آمد، کاهش نرخ تصادفات رانندگی، افزایش پس‌انداز شخصی و بهبود کیفیت زندگی کمک می‌کند. معایب شامل هزینه اجرای قانون، افزایش توقف پلیس است.

### مالیات بر نفت (بنزین، گازوئیل، سوخت جت).
بسیاری از کشورها به‌طور مستقیم بر سوخت مالیات می‌دهند. برای مثال،
در حالی که مالیات مستقیم سیگنال روشنی را به مصرف‌کننده می‌فرستد، کارایی آن چالش‌برانگیز است.
- تاخیرهای احتمالی یک دهه یا بیشتر، زیرا خودروهای ناکارآمد با مدل‌های جدید جایگزین می‌شوند و مدل‌های قدیمی تر از طریق ناوگان فیلتر می‌شوند.
- فشارهای سیاسی که سیاستگذاران را از افزایش مالیات بازمی‌دارد.
- رابطه محدود بین تصمیمات مصرف‌کننده در مورد مصرف سوخت و قیمت سوخت. تلاش‌های دیگر، مانند استانداردهای بهره‌وری سوخت، یا تغییر قوانین مالیات بر درآمد در مورد مزایای مشمول مالیات، ممکن است موثرتر باشد.
- استفاده تاریخی از مالیات بر سوخت به عنوان منبع درآمد عمومی، با توجه به کشش قیمت پایین سوخت، که امکان نرخ‌های بالاتر را بدون کاهش حجم سوخت فراهم می‌کند. در این شرایط، سیاست منطقی ممکن است نامشخص باشد.

## طرح
طراحی مالیات کربن شامل دو عامل اصلی است: سطح مالیات و استفاده از درآمد. اولی بر اساس هزینه اجتماعی کربن (SCC) است، که تلاش می‌کند هزینه عددی اثرات خارجی آلودگی کربن را محاسبه کند. عدد دقیق موضوع بحث در محافل زیست‌محیطی و سیاست گذاری است. SCC بالاتر با ارزیابی بالاتر هزینه‌های آلودگی کربن بر جامعه مطابقت دارد.
استفاده از درآمد یکی دیگر از موضوعات مورد بحث در پیشنهادات مالیات بر کربن است. یک دولت ممکن است از درآمد برای افزایش هزینه‌های اختیاری خود یا رفع کسری بودجه استفاده کند. برای جلوگیری از این امر و افزایش محبوبیت مالیات بر کربن ممکن است دولت مالیات کربن را خنثی کند. این کار می‌تواند با کاهش مالیات متناسب با سطح مالیات کربن یا بازگشت مالیات کربن به شهروندان به عنوان سود سهام انجام شود.

## تأثیر
تحقیقات نشان می‌دهد که مالیات کربن به‌طور مؤثر انتشار گازهای گلخانه ای را کاهش می‌دهد.
یک مطالعه نشان داد که مالیات کربن سوئد با موفقیت انتشار دی‌اکسید کربن ناشی از حمل و نقل را تا ۱۱ درصد کاهش داد.مطالعه سال ۲۰۲۰ دربارهٔ مالیات کربن در دموکراسی‌های ثروتمند نشان داد که مالیات کربن رشد اقتصادی را محدود نکرده‌است.
تعدادی از مطالعات نشان داده‌اند که در غیاب افزایش مزایای اجتماعی و اعتبارات مالیاتی، مالیات کربن بیشتر از خانواده‌های ثروتمند به خانواده‌های فقیر ضربه می‌زند.

## اجرا بر اساس کشور

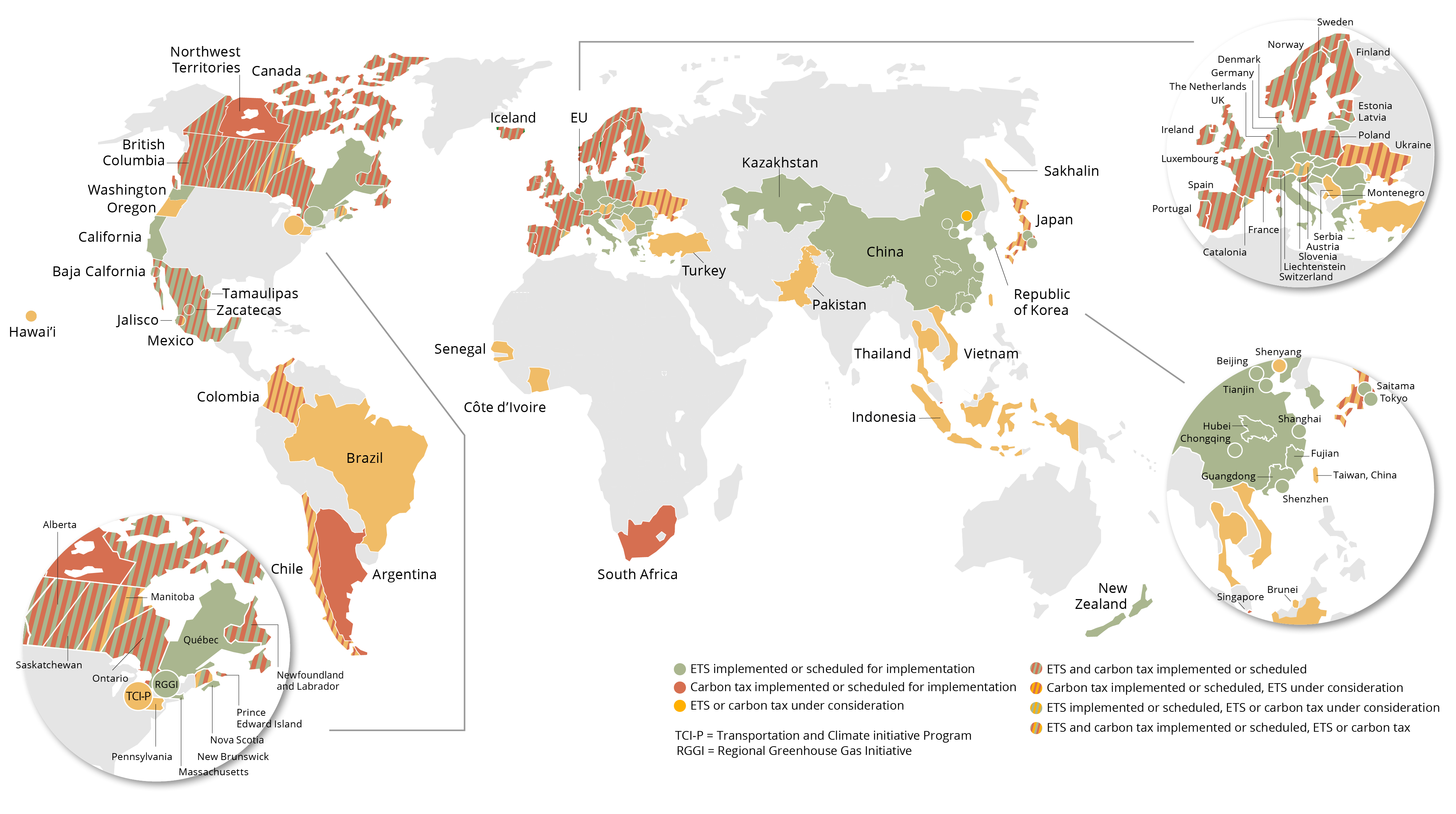
تجارت آلاینده‌ها و مالیات کربن در سراسر جهان (2021)

### آفریقای جنوبی
وزیر دارایی آفریقای جنوبی، پروین گوردان، برای اولین بار در سال ۲۰۱۰ مالیات کربن را اعلام کرد که قرار بود در سال ۲۰۱۵ آغاز. پس از تاخیرهای متعدد، سرانجام این مالیات در سال ۲۰۱۹ تصویب شد و قرار است در سال ۲۰۲۲ اجرایی شود.

### زیمبابوه
اگرچه مالیاتی که دولت زیمبابوه آن را «مالیات کربن» می‌نامد وجود دارد، شباهت بیشتری به تعرفه یا مالیات بر سوخت دارد.

### چین
در فوریه ۲۰۲۱، دولت در عوض یک طرح تجارت کربن راه اندازی کرد.

### اندونزی
در آن مالیات کربن بر واحدهای تولیدکننده انتشار کربن که تأثیر منفی بر محیط زیست دارد اعمال می‌شود. بر اساس قانون ۷/۲۰۲۱، وضع مالیات کربن با تمرکز بر دو طرح خاص یعنی طرح مالیات بر کربن (سرپوش و مالیات) و طرح تجارت کربن (سرپوش و تجارت) انجام خواهد شد.

### هندوستان
هند به‌طور مستقیم بر انتشار کربن مالیات نمی‌گیرد، اما از سال ۲۰۱۰ این کشور مالیات بر زغال سنگ تولید داخلی و زغال سنگ وارداتی دارد که بیش از نیمی از تولید برق آن را تأمین می‌کند.

### ژاپن
ژاپن به‌طور مستقیم بر انتشار کربن مالیات نمی‌گیرد،
زیرا این امر به اقتصاد آسیب می‌رساند که در حال حاضر یکی از کارآمدترین اقتصادهای جهان است. " گروه‌های صنعتی شامل بخش‌های نفت، سیمان، کاغذ، مواد شیمیایی، گاز، برق، خودروسازی و الکترونیک و فناوری اطلاعات بودند.

### استرالیا
در ۱۷ ژوئیه ۲۰۱۴، گزارشی تخمین زد که طرح استرالیا انتشار کربن را تا ۱۷ میلیون تن کاهش داده‌است. این مالیات به‌طور قابل توجهی به کاهش آلودگی ناشی از بخش برق کمک کرد.
در ۱۷ ژوئیه ۲۰۱۴، قوانین لغو را از طریق سنا تصویب کرد و استرالیا اولین کشوری بود که مالیات کربن را لغو کرد.

### نیوزلند
نیوزلند مالیات کربن ندارد. در عوض، این کشور کربن را از طریق طرح تجارت انتشار گازهای گلخانه‌ای نیوزیلند، که توسط قانون اصلاحیه تغییرات آب و هوایی (تجارت انتشارات) در سال ۲۰۰۸ تصویب شد، قیمت‌گذاری می‌کند.

### اتحادیه اروپا
در اروپا، بسیاری از کشورها مالیات بر انرژی یا مالیات بر انرژی را تا حدی بر اساس محتوای کربن وضع کرده‌اند.. هیچ نتوانسته‌اند مالیات کربن یکسانی را برای سوخت در همه بخش‌ها وضع کنند.

### دانمارک
از سال ۲۰۰۲، نرخ استاندارد مالیات کربن از سال ۱۹۹۶ به 100 kr. به ازای هر تن CO2
، معادل تقریباً ۱۳ یورو یا ۱۸ دلار آمریکا. نرخ بین 402 kr. در هر تن نفت به 5.6 kr. به ازای هر تن گاز طبیعی و ۰ برای انرژی‌های تجدید پذیر غیرقابل احتراق. نرخ برق 1164 kr. در هر تن یا ۱۰ اوره در هر کیلووات ساعت، معادل €.۰۱۳
```
یا ۰۱۷ 
٫۰۱۷
 
دلار آمریکا
 در هر کیلووات ساعت. این مالیات برای همه مصرف‌کنندگان انرژی اعمال می‌شود
```

### آلمان
اصلاح مالیات زیست‌محیطی آلمان در سال ۱۹۹۹ تصویب شد. پس از آن، این قانون در سال ۲۰۰۰ و در سال ۲۰۰۳ اصلاح شد. این قانون مالیات بر سوخت و سوخت‌های فسیلی را افزایش داد و پایه مالیات بر انرژی را پایه‌ریزی کرد. در دسامبر ۲۰۱۹، دولت آلمان با مالیات کربن ۲۵ یورویی به ازای هر تن CO2
```
برای شرکت‌های نفت و گاز موافقت کرد. این قانون در ژانویه ۲۰۲۱ اجرایی خواهد شد. این مالیات تا سال ۲۰۲۵ به ۵۵ یورو در هر تن افزایش خواهد یافت.
[
۲۰
]
```

### سوئد
در ژانویه ۱۹۹۱، سوئد مالیات CO 2 کرون را تصویب کرد ۲۵۰ در ۱۰۰۰ کیلوگرم (۴۰ دلار در آن زمان، یا یورو ۲۷ به نرخ فعلی) در مورد استفاده از نفت، زغال سنگ، گاز طبیعی، گاز مایع، بنزین و سوخت هواپیمایی مورد استفاده در سفرهای داخلی. کاربران صنعتی نیمی از نرخ را پرداخت کردند (بین سال‌های ۱۹۹۳ و ۱۹۹۷، ۲۵٪) و صنایع ترجیحی مانند باغبانی تجاری، معدن، تولید و خمیر و کاغذ به‌طور کامل معاف شدند. در نتیجه، این مالیات تنها حدود ۴۰ درصد از انتشار کربن سوئد را پوشش می‌دهد. نرخ به کرون افزایش یافت ۳۶۵ (۶۰ دلار) در سال 1997 و SEK 930 در سال 2007.

### سوئیس
در ژانویه ۲۰۰۸، سوئیس مالیات تشویقی CO2
```
را بر تمام سوخت‌های هیدروکربنی، مگر اینکه برای انرژی استفاده شود، اعمال کرد.
[
نیازمند شفاف‌سازی
]
 سوخت بنزین و دیزل تحت تأثیر قرار نمی‌گیرند. این یک مالیات تشویقی است زیرا برای ترویج استفاده اقتصادی از سوخت‌های هیدروکربنی طراحی شده‌است.
[
۲۴
]
 مبلغ مالیات CHF است در هر تن CO
2
```

، معادل CHF 0.03 در هر لیتر روغن گرمایش (۰٫۱۰۸ دلار آمریکا در هر گالن) و CHF 0.025 در هر متر مکعب گاز طبیعی (۰٫۰۲۴ دلار آمریکا در هر متر مکعب). سوئیس ترجیح می‌دهد به اقدامات و اقدامات داوطلبانه برای کاهش انتشار گازهای گلخانه ای تکیه کند. در صورت ناکافی بودن اقدامات داوطلبانه، قانون مالیات CO 2 را الزامی کرد. در سال ۲۰۰۵، دولت فدرال تصمیم گرفت که اقدامات بیشتری برای برآورده کردن تعهدات پروتکل کیوتو در مورد کاهش ۸ درصدی انتشار گازهای گلخانه‌ای کمتر از سطوح ۱۹۹۰ بین سال‌های ۲۰۰۸ و 2012 نیاز است. در سال ۲۰۰۷، مالیات CO2
```
توسط 
شورای فدرال سوئیس
 تصویب شد و در سال ۲۰۰۸ اجرایی.
[
۲۵
]
 در سال ۲۰۱۰، بالاترین نرخ مالیات ۳۶ فرانک فرانک به ازای هر تن CO
2

(34.20 دلار آمریکا در هر تن CO
2
```

) بود.

### انگلستان
بریتانیا در حال حاضر مالیات کربن ندارد.

### کانادا
از سپتامبر ۲۰۲۰، هفت استان از سیزده استان و منطقه کانادا از مالیات فدرال کربن استفاده می‌کنند، در حالی که سه استان برنامه‌های مالیات کربن خود را توسعه داده‌اند.

#### کبک
کبک اولین استانی بود که مالیات کربن را وضع کرد. این مالیات قرار بود از اول اکتبر ۲۰۰۷ بر تولیدکنندگان انرژی تحمیل شود و درآمد جمع‌آوری شده برای برنامه‌های بهره‌وری انرژی مصرف شود.
- تمام درآمدها از طریق کاهش مالیات بازیافت می‌شوند - دولت موظف بود نشان دهد که چگونه تمام درآمد مالیات کربن از طریق کاهش مالیات به مالیات دهندگان بازگردانده می‌شود. .[۳۲]
- نرخ مالیات به تدریج افزایش یافت - تا به افراد و مشاغل فرصت داده شود تا تنظیمات را انجام دهند و به تصمیمات قبل از اعلام مالیات احترام بگذارند.[۳۲]
- از افراد و خانواده‌های کم‌درآمد محافظت کنید - یک اعتبار مالیاتی قابل بازپرداخت با شرایط آب و هوایی کم درآمد به جبران مالیات پرداختی افراد و خانواده‌های کم‌درآمد کمک می‌کند.[۳۲]
- پایه گسترده - تقریباً همه انتشارات ناشی از احتراق سوخت مشمول مالیات هستند، بدون هیچ معافیتی به جز موارد مورد نیاز برای ادغام با سایر اقدامات آب و هوایی.[۳۲]
- این مالیات به خودی خود اهداف کاهش آلایندگی BC را برآورده نمی‌کند.[۳۲]

### ایالات متحده

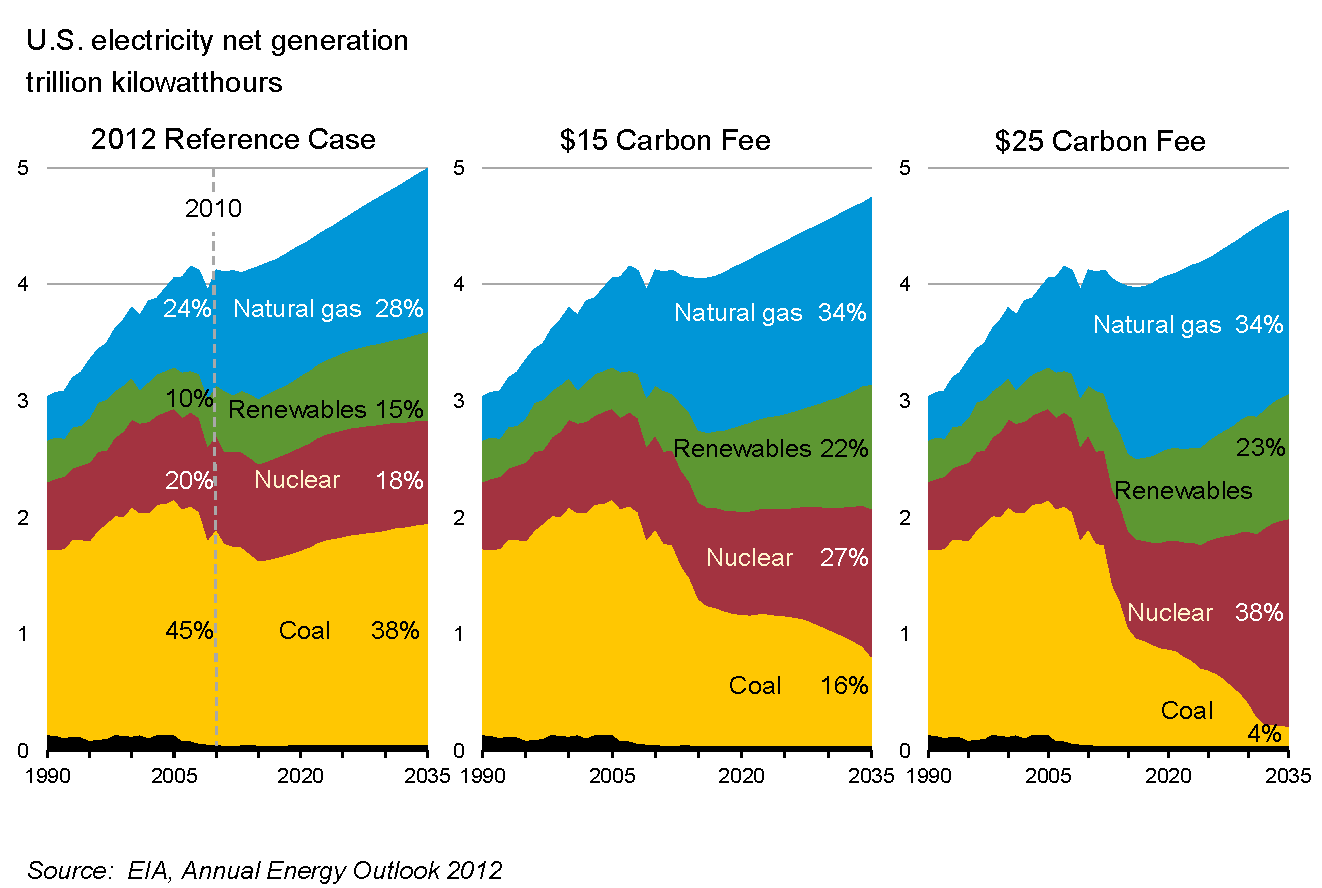
اثر تخمینی مالیات کربن بر منابع تولید برق ایالات متحده (اداره اطلاعات انرژی ایالات متحده)

مالیات ملی کربن در ایالات متحده بارها پیشنهاد شده‌است، اما هرگز تصویب نشده‌است.

#### کالیفرنیا
در سال ۲۰۰۶، ایالت کالیفرنیا AB-32 (قانون راه حل‌های گرمایش جهانی ۲۰۰۶) را تصویب کرد، که کالیفرنیا را ملزم به کاهش انتشار گازهای گلخانه ای می‌کند.

## قیمت داخلی کربن
بسیاری از شرکت‌ها "قیمت داخلی بر روی کربن" را محاسبه می‌کنند. شرکت‌ها از این قیمت داخلی برای ارزیابی ریسک پروژه‌های آینده در تصمیمات سرمایه‌گذاری خود استفاده می‌کنند.
| شرکت          | قیمت کربن داخلی (US$/ton) | CO 2 منتشر شده در سال ۲۰۱۳ (میلیون تن) |
| ------------- | ------------------------- | -------------------------------------- |
| اکسون موبیل   | ۶۰                        | ۱۳۲                                    |
| BP            | ۴۰                        | ۶۰                                     |
| پوسته         | ۴۰                        | ۷۲                                     |
| جمع           | ۳۴                        | ۴۷                                     |
| آمرن          | ۳۰                        | ۵۶                                     |
| انرژی Xcel    | ۲۰                        | ۵۴                                     |
| گوگل          | ۱۳                        | ۰٫۰۴                                   |
| دیزنی         | ۱۰–۲۰                     | ۰٫۹                                    |
| کونوکو فیلیپس | ۸–۴۶                      | ۲۴                                     |
| مایکروسافت    | ۶                         | ۰٫۰۵                                   |

## پشتیبانی

### اقتصاددانان و دانشمندان آب و هوا
گرگ مانکیو، رئیس شورای مشاوران اقتصادی در دولت جورج دبلیو بوش، مشاور اقتصادی میت رامنی برای مبارزات انتخاباتی ریاست جمهوری ۲۰۱۲ وی و استاد اقتصاد در دانشگاه هاروارد از سال ۱۹۸۵، حداقل از سال ۱۹۹۹ از افزایش مالیات کربن/نفت دفاع کرده‌است. در سال ۲۰۰۶، او باشگاه اقتصاددانان پیگو را تأسیس کرد که از مالیات‌های پیگووی حمایت می‌کردند، مالیات کربن در میان آنها. در مانیفست این باشگاه آمده‌است: «مالیات بیشتر بر بنزین، شاید به عنوان بخشی از مالیات کربن گسترده تر، مستقیم‌ترین و کم تهاجمی‌ترین سیاست برای رسیدگی به نگرانی‌های زیست محیطی باشد.»
به گفته لورا دآندریا تایسون، اقتصاددان، «زیبایی مالیات بر کربن، سادگی مبتنی بر بازار آن است. اقتصاددانان از زمان آدام اسمیت اصرار داشتند که قیمت‌ها تا حد زیادی کارآمدترین راه برای هدایت تصمیمات تولیدکنندگان و مصرف‌کنندگان است.
در ژانویه ۲۰۱۹، اقتصاددانان بیانیه ای را در وال استریت ژورنال منتشر کردند و خواستار مالیات بر کربن شدند و آن را به عنوان «مقرون به صرفه‌ترین اهرم برای کاهش انتشار کربن در مقیاس و سرعت لازم» توصیف کردند. در اکتبر ۲۰۲۱، بیش از ۳۶۰۰ اقتصاددان آمریکایی، از جمله ۲۸ برنده جایزه نوبل، این بیانیه را امضا کردند.

### بازدیدها
یک نظرسنجی در سال ۲۰۱۸ از اقتصاددانان برجسته نشان داد که ۵۸٪ از اقتصاددانان مورد بررسی با این ادعا موافق بودند که «مالیات کربن راه بهتری برای اجرای سیاست‌های آب و هوایی نسبت به سقف و تجارت است»، ۳۱٪ اظهار داشتند که نظری ندارند یا اینکه چنین است. نامشخص است، اما هیچ‌یک از پاسخ دهندگان مخالفت نکردند.
در یک مطالعه مروری، فیشر و همکاران. به این نتیجه رسیدند که انتخاب بین یک سیستم سهمیه (سرپوش) بین‌المللی یا مالیات بین‌المللی کربن مبهم باقی مانده‌است.  لو و همکاران. (۲۰۱۲) مالیات کربن، تجارت انتشار و مقررات فرمان و کنترل را در سطح صنعت مقایسه کرد و به این نتیجه رسید که مکانیسم‌های مبتنی بر بازار در دستیابی به اهداف انتشار بدون تأثیر بر تولید صنعتی، بهتر از استانداردهای انتشار عمل می‌کنند.

## بیشتر خواندن
- Aldy, J. (9 August 2007). "Cap-and-Trade vs. Emission Tax: An Introduction". climatepolicy.org. ClimatePolicy. Archived from the original on 22 January 2008. Retrieved 30 August 2009.
- Cuervo, J.; V.P. Gandhi (1 May 1998). "Carbon Taxes – Their Macroeconomic Effects and Prospects for Global Adoption – A Survey of the Literature. Working Paper No. 98/73". International Monetary Fund, Fiscal Affairs Department. Retrieved 12 May 2010.